# 羅斯加堡
羅斯加堡是托爾金奇幻小說裡中土大陸的一處地名，為褐袍巫師瑞達加斯特的住所。其地點大致位於幽暗密林西南方邊緣處，多爾哥多以北約100英里，處於羅斯洛立安附近。
在魔戒聖戰時期的愛隆會議之後，瑞文戴爾派出的使者曾到達羅斯加堡尋找瑞達加斯特，但他當時並不在該處。

## 改編
在彼得·傑克森執導的《哈比人電影系列》電影改編中，羅斯加堡被描繪成一個建立在大樹根部、搖搖欲墜的小屋，瑞達加斯特曾在那裡被幽暗密林的大蜘蛛包圍。
電影編劇還設計了體型較大的羅斯加堡兔子（Rhosgobel Rabbit），瑞達加斯特以牠們拉的木橇作為交通工具。

## 外部連結
- 羅斯加堡 （页面存档备份，存于）在阿爾達百科全書上的條目（英文）
- 標出羅斯加堡所在位置的地圖（英文）